# 키벨레

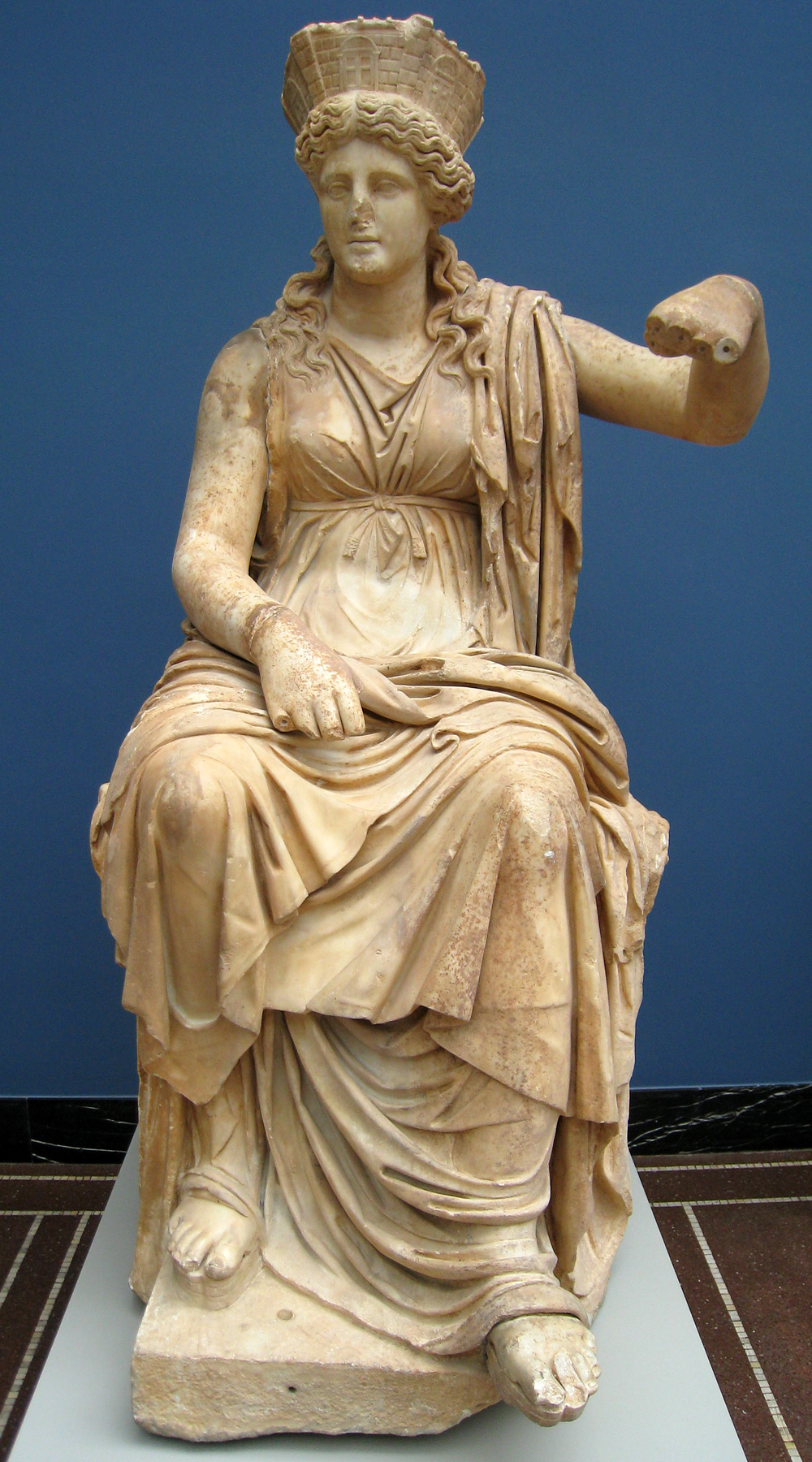
기원전 1세기에 만들어진 키벨레 상

키벨레(그리스어: Κυβέλη)는 본래 아나톨리아에서 숭배된 대지모신이다. 프리기아에서 숭배된 신들 중 유일하게 그 존재가 알려져 있으며, 아마 프리기아의 주신이었을 것으로 생각된다. 프리기아의 키벨레 숭배는 기원전 6세기경 그리스가 소아시아에 설치한 식민지들을 통해 그리스에 수입되었다.

## 이름
자주 "머리카락이 있는 여성"의 어원으로 여겨지지만, 그것은 본래의 프리기아어가 아닌 그리스어의 경우이다. 그리스 신화에 받아들여지기 전의 프리기아에서의 통칭은 쿠바바(kubaba)이며, 옛 아나톨리아 반도에서 사용된 루비아어에서 기원했다라는 것을 통설로 여기고 있다. 로마 신화로는 마그나 마테르(Magna Mater)에 대응한다. 또한 반음양의 성질을 가지고 있었을 때는 아그디스티스(Agdistis)라고 부르기도 했다.

## 개요
아나톨리아의 신석기 시대로부터 숭배되고 있던 대지모신의 계보를 잇고 있다. 가이아나 크레타섬의 여신 레아와 같이, 키벨레는 비옥한 대지나 자연 그리고 동물(사자나 벌)을 체현한다. 백수의 여왕(그리스어: Ποτνια θερων)이라는 칭호는 크레타섬의 레아와도 관련해, 이 여신이 구석기 시대에 거슬러 올라가는 역사를 가진 것을 암시하고 있다. 또한 그녀는 죽음과 재생의 신이다. 키벨레의 아들이자 애인이기도 한 아티스는 키벨레의 시기로 인해 정신질환에 걸려 거세하고 자살하지만, 키벨레가 그를 전나무로 재생시켰는데 이것은 부활의 상징으로서 로마에서 숭배되었다.
키벨레는 소아시아의 이다 산(en:Mount Ida (Turkey))에서 태어났다고 여겨지며, 로마에서 그녀를 "이다 신들의 대모"(Magna Mater deorum Idaea)라고 부르는 것은 여기서 비롯되었다.

## 숭배
키벨레의 열광적인 신봉자들은 의식에 의해 스스로를 거세한 남성들이다. 그들은 여성의 의상을 입어 사회적으로 여성으로 간주되었다. 동시대의 주석가인 칼리마코스는 그들을 갈라이(gallai, 그리스어 복수형)라고 불렀지만, 고대 그리스나 로마의 다른 주석가들은 갈로스(gallos, 그리스어 단수형)나 갈리(galli, 라틴어 복수형)로 불렀다. 본래의 여성 사제들은 사람들을 난교 의식에 이끌었다. 여신의 신봉자들은 프리기아어로 코류반테스라고 불렸으며 밤새 계속되는 북의 난타와 검과 방패를 쳐 울리는 야성적인 음악, 춤과 큰 소리로 외치는 노래 등으로 여신에 대한 숭배를 나타냈다.

## 숭배의 역사
프리기아의 펫시누스(en:Pessinus)에서는 키벨레의 원형으로서 아그디스티스(en:Agdistis) 여신의 신앙이 존재했다. 기원전 203년 펫시누스의 대모를 구현한 숭배물(신상은 아님)이 로마에 옮겨졌다.
키벨레의 숭배는 기원전 5세기 그리스에서도 있었다. 그곳에선 이름을 직접 사용하지 않고 완곡어법으로 "이다 신들의 어머니"(그리스어: Μητηρ Θεων Ιδαια)로 불렀다. 특히 극작가인 핀다로스와 에우리피데스는 키벨레의 숭배를 자주 언급하였다. 하지만 그들을 비롯한 다수의 극작가들은 아티스의 거세와 재생에 대한 신화는 잘 알고있었지만, 성을 전환하여 키벨레를 숭배하는 갈라이들에 대해서는 지식이 없었는지 특별한 언급은 없었다.
그리스에서 키벨레의 숭배는 주신 디오니소스와도 밀접하게 관련지을 수 있다. 오히려 키벨레는 디오니소스보다 먼저 입문식을 받았다고도 전래된다. 그리스 사람들은 또한 키벨레를 레아와 동일시했다.

### 아나톨리아

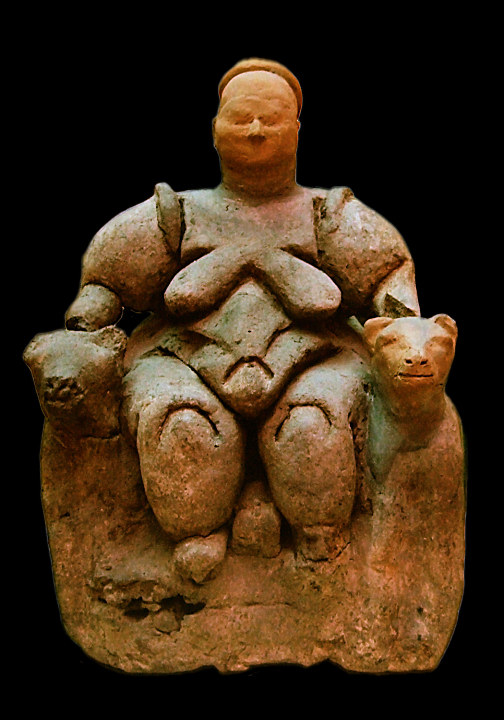
차탈 후유크에서 발견된 조각상(앙카라 박물관)

아나톨리아에서의 키벨레 숭배는 청동기 시대로 거슬러 올라간다. 차탈회위크에서 발견된 조각상은 기원전 6000년 정도의 것으로 여겨진다. 그 조각상은 살집이 좋은 여신이 사자의 머리를 본 뜬 왕자에 앉아 출산하려는 모습을 나타내고 있다. 또한 조각상이 발견된 신전에는 성벽관(en:mural crown)이 발견되어 도시의 수호신으로서의 활약하고 있었다고 짐작된다.

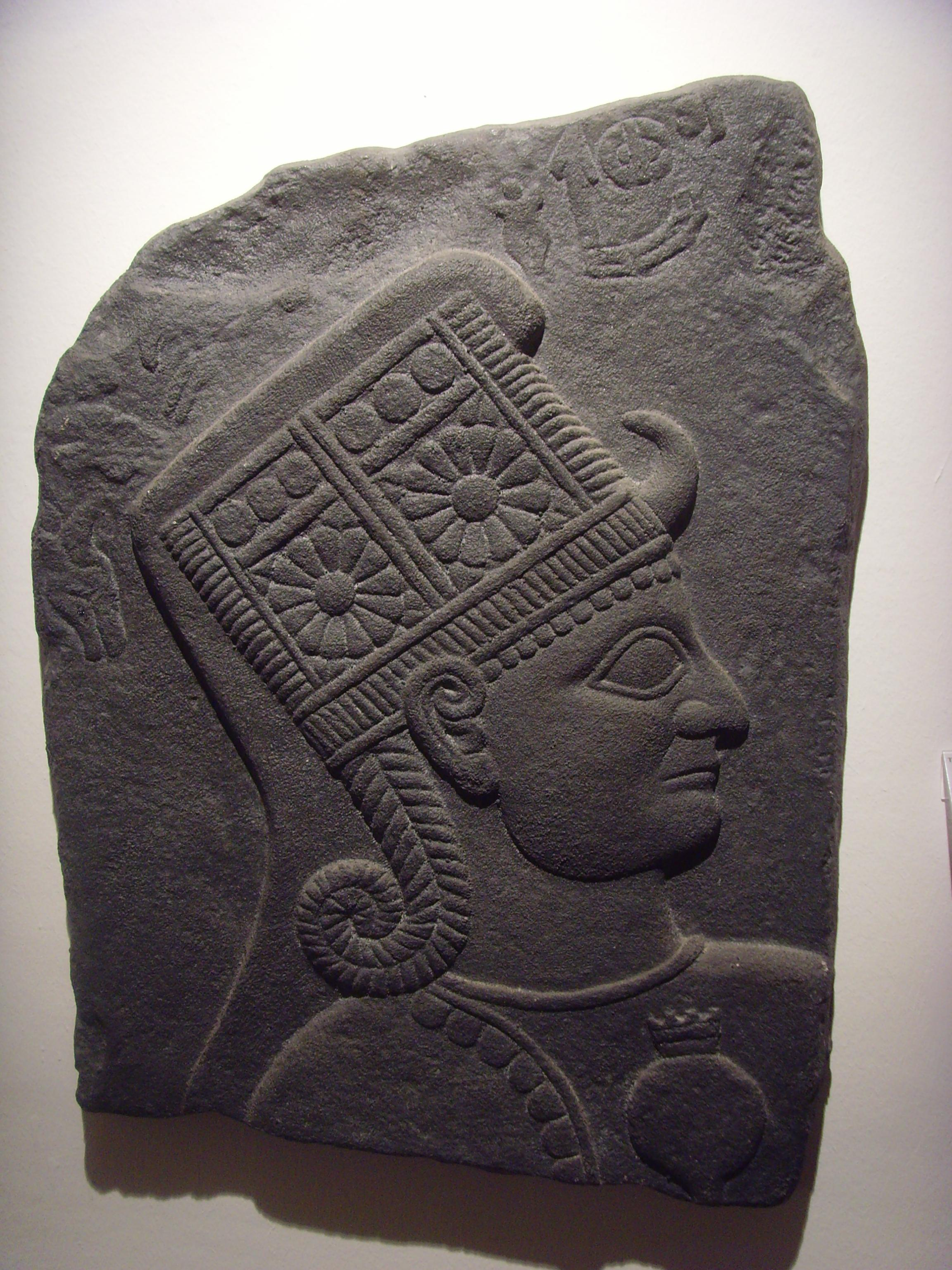
쿠바바 상

기원전 2000년경 키벨레는 힛타이트의 후르리인들 사이에서 쿠바바라고 알려졌다. 쿠바바는 손에 석류나무와 거울을 가진 위엄이 있는 부인의 모습으로 그려져, 힛타이트 제국의 주요 도시인 카르케미시의 수호신이 되었다.
프리기아에서는 키벨레를 레아(또는 아그디스티스)로 여겨 상업도시였던 펫시누스에 신전을 세웠다.
프리기아에서 키벨레의 우상은 대개 건물의 현관에 새겨져 있다. 외관 그 자체가 프리기아의 고지에 있는 바위를 깍아 만들어진 비석과 관계가 있다. 벨트가 있는 긴 드레스를 입고 있으며, 원통형의 키가 큰 모자를 쓰고 전신을 베일로 가리고 있다. 또한 일반적으로 맹금류와 항아리를 함께 지니고 있다. 그 후, 페이디아스의 제자인 아고라크리토스(en:Agoracritos)는 전형적인 키벨레의 성상을 만들었다. 그것에서 키벨레는 왕좌에 앉아 있지만 기품과 함께 모성을 지니고 있는 모습으로 표현된다. 한 손은 사자의 갈기를 쓰다듬으며 나머지 손으로는 탬버린과 같은 악기를 들고 있다.

### 에게 해
키벨레 숭배는 아나톨리아와 시리아의 내륙으로부터 크레타섬을 비롯한 다른 에게해의 섬들과 그리스까지 퍼졌다. 특히 아테네에서 유행하였다.
| “ | 다른 모든 것들과 함께, 아테네의 시민들은 외래의 사물을 환대했다. 신들을 숭배하는 것 역시 그랬다. 그들은 지극히 많은 외래의 종파를 환영했던 것이다. ……데모스테네스에 의해 초래된 프리기아의 그것(키벨레)도 포함된다. 그(데모스테네스)는 아이스키네스의 어머니와 아이스키네스에게 비난을 퍼부어 비의를 내리게 하고, 디오니소스 행진의 선두에 서 evoe saboe, hyes attes, attes hyes라고 몇번이나 외쳤는데, 이것들은 사바지오스 의식과 레아(키벨레)에 대한 것이었다. | ” |
|   | — 스트라본, (10. 3:18) |   |

알렉산드리아에서 키벨레는 그리스계 주민에 의해 "모든 어머니중의 어머니, 우리들의 기원을 듣는 구세주", "모든 어머니중의 어머니, 기원이 닿는 분"으로 숭배되었다. 소아시아 지중해 연안에서 상업 활동의 중심지였던 에페소스에서는, 기원전 10세기부터 이미 키벨레를 숭배하여 황홀함을 수반하는 도시의 축제(Ephesia)가 열리고 있었다.
하지만 키벨레는 트라키아 북방의 가부장적인 스키타이인들에게는 환영받지 못했다. 일례로 그리스의 전역을 여행해 여러 가지 지식을 얻은 스키타이인인 아나카르시스(en:Anacharsis, 기원전 6세기)는 그들에게 있어 이교였던 마그나 마테르(키벨레)를 소개하기 위하여 기도하는 도중 하인에게 살해당했다.

### 로마
로마에서는 기원전 203년에 마그나 마테르로서 키벨레 신앙이 공식적으로 허용되었다. 당시의 로마는 제2 차 포에니 전쟁을 치르고 있었다. 그 전년에, 《신탁집》(en:Sibylline Books)에서 펫시누스의 키벨레에 대한 예언을 찾아내었다. 신탁에선 어떠한 외적이 이탈리아에 싸움을 걸었을 때, 마그나 마테르를 로마에 부르면 적을 격퇴할 수 있다고 적혀 있었다. 신탁을 받은 스키피오는 여신을 만나고 싶다고 하는 모든 부녀자를 동반해 오스티아(en:Ostia (Rome))의 항으로 향했다. 그리고 스키피오는 여신을 배에 싣고 되돌아와 파르테논 신전에 안치했다. 그 날은 4월 12일의 메갈레시안(Megalesian)의 축제였는데 모두가 볼 수 있었다.
로마에서는 이 여신이 프리기아에서 유래한 사실을 카툴루스에 의해 알려졌다. 그는 아티스를 테마로 한 유명한 시에서 키벨레의 신앙을 퍼트렸다. 그러나 성모 대성전이 키벨레의 신전이 있던 장소에 쌓아 올려졌을 때, 키벨레 신앙은 점차 쇠퇴했다.

## 영향

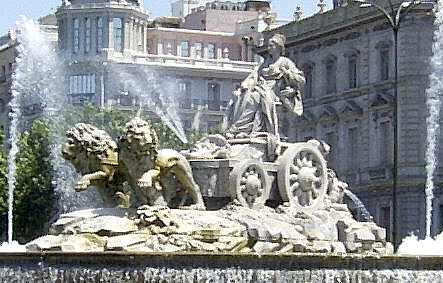
시벨레스 광장의 키벨레 상

- 마드리드의 시벨레스 광장(en:Plaza de Cibeles)에는 키벨레의 조각상이 있다.(우측사진)
- 키벨레(en:65 Cybele)는 그녀의 이름을 딴 소행성이다.
- 애니메이션 기동전사Z건담 및 기동전사건담ZZ에 등장하는 모빌 슈트 중에 하나인 큐베레이는 키벨레의 이름을 따 붙여졌다.

## 같이 보기
- 아티스
- 대지모신
- 레아 (신화)

## 참고 문헌
- George E. Bean, Aegean Turkey: An archaeological guide ISBN 978-0-510-03200-5, 1967
- Hyde, Walter Woodburn Paganism to Christianity in the Roman Empire (U. of Pennsylvania Press, 1946)
- Lane, Eugene. Ed. Cybele, Attis, and Related Cults: Essays in Memory of M.J. Vermaseren (E.J. Brill, 1996)
- Showerman, Grant The Great Mother of the Gods (Argonaut, 1969)
- Vermaseren, Maarten Jozef. Cybele and Attis: The Myth and the Cult trans. from Dutch by A. M. H. Lemmers (Thames and Hudson, 1977)
- Virgil. The Aeneid trans from Latin by West, David (Penguin Putnam Inc. 2003)
- Roller, Lynn E. In Search of God the Mother: the cult of Anatolian Cybele (U. of California Press, 1999) pp. 230–231